# Höegh Gallant
Höegh Gallant – плавуча установка з регазифікації та зберігання (Floating storage and regasification unit, FSRU) зрідженого природного газу (ЗПГ), споруджена для норвезької компанії Höegh.

## Загальні дані
Судно спорудили в 2014 році на верфі південнокорейської Hyundai Heavy Industries в Ульсані (при цьому на етапі будівництва воно певний час носило назву Newen).
Розміщена на борту Hoegh Gallant регазифікаційна установка здатна видавати 14,1 млн м3 на добу, а зберігання ЗПГ відбувається у резервуарах загальним об’ємом 170051 м3. 
За необхідності, судно може використовуватись як звичайний ЗПГ-танкер та пересуватись до місця призначення зі швидкістю 18 вузлів.

## Історія служби
Навесні 2015-го судно розпочало виконання свого першого завдання на терміналі у єгипетському червономорському порту Айн-Сохна (західне узбережжя Суецької затоки). Контракт із Egyptian Natural Gas Holding Company (EGAS) уклали на 5 років, проте ще до його завершення дефіцит газу власного видобутку в Єгипті вдалось подолати за рахунок поставок з нових середземноморських родовищ (зокрема, Зохру). Як наслідок, сторони угоди домовились щодо припинення використання Hoegh Gallant у Айн-Сохні з осені 2018-го. При цьому EGAS до квітня 2020-го (тобто завершення зазначеного вище 5-річного періоду) мав компенсувати власнику судна різницю між вартістями фрахту як регазифікаційної установки та як ЗПГ-танкеру.
Після кількох років використання як ЗПГ-танкер, щодо Hoegh Gallant уклали угоду щодо роботи установки на ямайському терміналі Олд-Гарбор. Контракт мав початись у останньому кварталі 2021-го та тривати 10 років. Як показують дані геоінформаційних систем, станом на березень 2023-го судно знаходилось біля узбережжя Ямайки.